# Forst (Scheidegg)
Forst (westallgäuerisch: Forschd) ist ein Gemeindeteil des Markts Scheidegg im bayerisch-schwäbischen Landkreis Lindau (Bodensee).

## Geographie
Das Dorf liegt circa 1,5 Kilometer südlich des Hauptorts Scheidegg und zählt zur Region Westallgäu.

## Geschichte
Forst wurde erstmals im Jahr 1571 unter dem Namen Vorsst erwähnt. Der Ortsname stammt vom mittelhochdeutschen Wort vorst, das Forst bzw. Wald bedeutet, ab. 1770 fand die Vereinödung in Forst mit fünf Teilnehmern statt. Im Jahr 1818 wurden fünf Wohngebäude im Ort gezählt. In den 1930er-Jahren wurde das Alpenfreibad erbaut. Im Jahr 1988 wurde die ökumenische St. Hubertus Kapelle in Forst eingeweiht.